# USS Laffey (DD-459)
DD 459 Laffey (Корабль соединённых штатов Лэффи) — американский эсминец типа Benson.
Заложен на ферфи Bethlehem Steel, San Francisco 13 января 1941 года. Заводской номер: 5366. Спущен 30 октября 1941 года, вступил в строй 31 марта 1942 года.
13 ноября 1942 года потоплен артиллерийским огнём японского линейного корабля «Хиэй» и торпедами японского эсминца «Тэрудзуки» близ острова Гуадалканал.
Из ВМС США исключён 13 января 1943 года.